# Araucana
Forfædrene til den moderne araucana høne påstås først at være avlet af mapuchefolket (de såkaldte "araucanske indianere") i Chile. Herfra stammer navnet "araucana."
Den nutidige araucana er en krydsning mellem to sydamerikanske racer: Collonca (en haleløs hønserace uden skæg, som lægger blå æg) og Quetros (en lyserødbrun æglæggende høne med hale og ørefjer). Araucana kan findes i mange forskellige fjerfarver. Hanen vejer 2-2,5 kg, hønen vejer 1,6-2 kg. De lægger årligt 180 lyseblå eller turkisblå æg à 50 g.
Der er forskellige holdninger til, hvordan en araucanahøne må se ud i Europa, for nogle skal, udover hvad der kræves i Nordamerika, have skæg og bakkenbarter, og/eller man accepterer en race med hale.
Araucanaer forveksles ofte med hønseracerne Ameraucana og krydsningerne grønlæggere, der også lægger blå/grønne æg.

## Den nordamerikanske variant
Den nutidige, nordamerikanske standard for, hvordan en araucana skal se ud, er at den er haleløse, har ørefjer og lægger lyseblå æg. Der accepteres, hverken bakkenbarter, skæg eller haler hos araucanaer i Nordamerika. I resten af verden er man ikke glad for at bruge denne variant, da genet der medfører disse ørefjer, er dødeligt. Dvs. at 25 % af alle æg man udruger, vil dø inden klækningen, dvs. alle de kyllinger, som får 2 ørefjergener. 25 % vil helt mangle ørefjer og vil derfor ikke passe til den amerikanske standard, mens halvdelen af æggene vil give kyllinger med ørefjer.

## Galleri
Her ses bl.a. araucana æg sammenlignet med andre æg og hvordan hønen og kyllingerne ser ud.

## Godkendte variationer
Der findes et utal af variationer af racen - men ikke alle er godkendte.
Følgende racer er godkendte i Danmark:
- Perlegrå (Godkendt)
- Sort (Under godkendelses program)
- Hvid (Under godkendelses program)